# وادي مرخة (المضاربة والعارة)

تعديل مصدري - تعديل

وادي مرخـة هي إحدى قرى عزلة العارة بمديرية المضاربة والعارة التابعة لمحافظة لحج، بلغ تعداد سكانها 190 نسمة حسب تعداد اليمن لعام 2004.